# 大塚柳太郎
大塚 柳太郎（おおつか りゅうたろう、1945年1月10日 - 2022年12月6日）は、日本の人類生態学者、東京大学名誉教授。
群馬県出身。1967年、東京大学理学部生物学科人類学課程卒業。1970年、同大学院理学系研究科修士課程修了。1980年「オリオモのパプア人 生計と適応」で理学博士。東京大学医学部助教授。1997年、医学系研究科教授。2005年4月から国立環境研究所理事長（2009年3月まで）。2009年、定年退任。自然環境研究センター理事長、一般財団法人環境情報センター理事長を歴任。

## 著書
- トーテムのすむ森 東京大学出版会 1996.9 (熱帯林の世界)
- 地球に生きる人間 その歩みと現在 小峰書店 2004.12 (自然とともに)

## 共編著
- 人類の生態 田中二郎,西田利貞共著 生態学講座 25 共立出版 1974 doi:10.11501/12604380
- 環境 その生物学的評価 鈴木継美共編 篠原出版 1980.8 doi:10.11501/12867939
- 現代の人類学 1 生態人類学 至文堂 1983.12 doi:10.11501/12147836
- 講座地球に生きる 3 資源への文化適応 自然との共存のエコロジー 雄山閣出版 1994.12 doi:10.11501/13134937
- モンゴロイドの地球 2 南太平洋との出会い 東京大学出版会 1995.6 doi:10.11501/13626998
- 地球人口100億の世紀 人類はなぜ増え続けるのか 鬼頭宏共著 1999.12 (ウェッジ選書)
- ニューギニア 交錯する伝統と近代 京都大学学術出版会 2002.2 (講座・生態人類学)
- 生活世界からみる新たな人間-環境系 篠原徹,松井健共編 東京大学出版会 2004.5 (島の生活世界と開発)
- ソロモン諸島 最後の熱帯林 東京大学出版会 2004.1 (島の生活世界と開発)

## 参考
- J-GLOBAL